# Cleora fumata
Cleora fumata là một loài bướm đêm trong họ Geometridae.